# Hermann Stöcker
Hermann Stöcker (* 6. Januar 1938 in Borne; † 14. Mai 2022 in Vechta) war ein deutscher Fußballspieler. In der höchsten Spielklasse des DDR-Fußballs, der Oberliga, spielte er für den 1. FC Magdeburg und dessen Vorgänger.

## Sportliche Laufbahn

### Gemeinschafts- und Clubstationen
Stöcker wuchs im 17 Kilometer südlich von Magdeburg gelegenen Dorf Borne auf. Bei der dortigen Betriebssportgemeinschaft (BSG) Traktor begann er mit dem Fußballspielen, wechselte 1953 zur BSG Traktor Heyrothsberge und kam 1955 mit 17 Jahren zur BSG Motor Mitte Magdeburg, einem Vorläufer des 1. FC Magdeburg. Sein erstes Pflichtspiel für die Magdeburger bestritt Stöcker am 8. Januar 1956 in der Totorunde 1956 bei der BSG Motor Nordhausen West und gewann mit seiner Mannschaft 2:1. In Punktspielen kam er in dieser Saison in 15 Partien der I. Liga zum Einsatz und dabei erzielte der frischgebacke Juniorennationalspieler zwei Treffer. Im Spieljahr 1959 gelang der Elf um Günter Hirschmann, Günter Kubisch und Stöcker, der mit vier Toren in 24 Matches dazu beitrug, der Aufstieg aus der Zweit- in die Erstklassigkeit.
Ab der Saison 1960 spielte er mit den Bördestädtern in der ostdeutschen Beletage, der Oberliga. Seit dem Übertritt der 1. Mannschaft von Motor Mitte 1957 zum Sportclub Aufbau Magdeburg etablierte sich das Team in höheren Regionen des DDR-Fußballs und nach einem kurzen Intermezzo als SC Magdeburg trat der im Dezember 1965 ausgegründete Fußballclub ab der Rückrunde des Spieljahres 1965/66 unter dem noch heute gültigen Namen 1. FC Magdeburg im Ligabetrieb an. Mit den Magdeburgern wurde Stöcker in den Jahren 1964, 1965 und 1969 Sieger im FDGB-Pokal, dem nationalen Cupwettbewerb der DDR, musste aber auch in der Saison der Clubgründung den Abstieg aus der Oberliga hinnehmen. Doch dem FCM gelang bereits im Folgejahr der sofortige Wiederaufstieg, woran Stöcker mit fünf Treffern in 24 Partien einen wichtigen Anteil hatte.
Insgesamt absolvierte er in Magdeburg meist als Außenstürmer 333 Pflichtspiele – davon 185 in der Oberliga und 113 in der (1.) Liga sowie 27 im FDGB-Pokalwettbewerb und acht im Europacup. In der Oberliga erzielte er 41 Tore, in der Liga 25 sowie sechs in nationalen und zwei in internationalen Pokalpartien. Dank seiner fairen Spielweise wurde er nie vom Platz gestellt. Mit dem 4:0-Sieg gegen den FC Karl-Marx-Stadt im Pokalendspiel am 31. Mai 1969 beendete Stöcker seine aktive Laufbahn in der Oberligamannschaft, da eine Verletzung keinen Leistungssport mehr zuließ. Nachdem er der 2. Mannschaft des FCM im entscheidenden letzten Aufstiegsspiel mit zwei Toren den Weg in die zweitklassige Liga geebnet hatte, wurde er vor einem Freundschaftsspiel der Oberligaelf gegen Barada SK Damaskus am 26. Juli 1969 offiziell verabschiedet.

### Auswahleinsätze
Aufgrund seiner Leistungen in der zweitklassigen I. Liga rückte der Magdeburger Stürmer ins Blickfeld der Trainer des DFV und dadurch Anfang 1956 in den Kaderkreis der DDR-Juniorennationalmannschaft. Mit der Elf nahm er im März 1956 am UEFA-Juniorenturnier, der inoffiziellen Europameisterschaft dieser Altersklasse, teil. Bei den in Ungarn ausgetragenen Wettkämpfen belegte die ostdeutsche U-18 mit drei Remis (jeweils 1:1) den 3. Platz in der Vorrundengruppe D.
1958 gelang ihm der Sprung in die DDR-Nachwuchsauswahl. In zwei Spielen in diesem Team gelang ihm ein Treffer. In den Jahren 1959 und 1960 lief der Angreifer in sechs Partien für die B-Nationalelf auf. Im Dezember 1960 weilte er mit der Vertretung auf einer Westafrikareise, die die ostdeutschen Fußballer nach Ghana, Liberia und Guinea führte.
Am 4. September 1963 bestritt Stöcker in Magdeburg sein erstes A-Länderspiel als Linksaußen beim 1:1 gegen Bulgarien. Seine vier Länderspieltore erzielte er während der Asientournee der DDR-Nationalmannschaft zur Jahreswende 1963/64 beim 5:1 gegen Burma (ein Treffer) und beim 12:1 gegen Ceylon (drei Tore). Beim WM-Qualifikationsspiel gegen Österreich am 25. April 1965 (1:1) wurde Stöcker zum sechsten und letzten Mal in der Nationalmannschaft eingesetzt.
In den erfolgreich absolvierten Qualifikationsspielen der DDR-Olympiaauswahl – die sich zu diesem Zeitpunkt aus einem identischen Kader wie die A-Nationalelf bediente, was auch oft zur doppelten Wertung von Spielen in der Statistik führte – für die Olympischen Spiele 1964 in Tokio zählte der Magdeburger zunächst zu den tragenden Säulen, bevor ihm der Karl-Marx-Städter Linksaußen Eberhard Vogel den Rang ablief. Von den sechs Endrundenspielen in Tokio bestritt er drei Partien und stand in jener DDR-Elf, die unter gesamtdeutscher Flagge die Bronzemedaille gewann. Er schoss für die Olympiaauswahl vier Tore in Pflichtspielen, unter anderem ein Treffer im Spiel um Bronze sowie zwei in den beiden Ausscheidungsspielen gegen die Amateurelf des DFB. Insgesamt verzeichnete Stöcker acht Torerfolge in elf Partien – nur drei Akteure trafen häufiger für die DDR-Olympiaauswahl.

### Erfolge
- Bronzemedaille bei den Olympischen Spielen: 1964
- DDR-Pokalsieger: 1964, 1965, 1969

## Weiterer Werdegang
Beim 1. FC Magdeburg arbeitete er nach seiner Spielerlaufbahn als Nachwuchscoach und war zwischen 1976 und 1982 als Co-Trainer von Klaus Urbanczyk für die Oberligamannschaft tätig. Seit 1989 lebte Stöcker im niedersächsischen Vechta. Er verstarb am 14. Mai 2022 nach langer schwerer Krankheit.